# Lu Zhuo
Lu Zhuo (chinesisch 卢卓; * 18. November 1980 in Jilin) ist ein ehemaliger chinesischer Eisschnellläufer.

## Werdegang
Lu wurde im Jahr 2001 chinesischer Meister im Sprint-Mehrkampf und kam bei den Asienmeisterschaften 2001 in Harbin auf den vierten Platz über 1000 m. Zudem gewann er dort die Bronzemedaille über 500 m. In der Saison 2002/03 nahm er in Harbin erstmals am Eisschnelllauf-Weltcup teil, wobei er jeweils in der B-Gruppe die Plätze drei und zwei über 500 m sowie die Plätze sechs und fünf über 1000 m errang. Bei den Winter-Asienspielen 2003 in Hachinohe lief er auf den 13. Platz über 1000 m und auf den 11. Rang über 500 m. In der Saison 2003/04 erreichte er in Calgary mit dem zehnten Platz über 500 m sein bestes Ergebnis im Weltcup und in der Saison 2004/05 bei den Einzelstreckenweltmeisterschaften 2005 in Inzell den 23. Platz über 1000 m und den 17. Rang über 500 m sowie bei der Sprintweltmeisterschaft 2005 in Salt Lake City den 22. Platz im Sprint-Mehrkampf. In der Saison 2005/06 absolvierte er in Turin seinen letzten Weltcup, welchen er auf dem 15. Platz über 500 m beendete und errang bei der Sprintweltmeisterschaft 2006 in Heerenveen den 26. Platz im Sprint-Mehrkampf. Zudem siegte er erneut bei den chinesischen Meisterschaften im Sprint-Mehrkampf. Beim Saisonhöhepunkt, den Olympischen Winterspielen 2006 in Turin, belegte er den 38. Platz über 1000 m und den 28. Rang über 500 m.

## Erfolge

### Olympische Spiele
- 2006 Turin: 28. Platz 500 m, 38. Platz 1000 m

### Einzelstrecken-Weltmeisterschaften
- 2005 Inzell: 17. Platz 500 m, 23. Platz 1000 m

### Sprint-Weltmeisterschaften
- 2005 Salt Lake City: 22. Platz Sprint-Mehrkampf
- 2006 Heerenveen: 26. Platz Sprint-Mehrkampf

### Asienmeisterschaften
- 2001 Harbin: 3. Platz 500 m, 4. Platz 1000 m

## Persönliche Bestzeiten
| Disziplin | Zeit        | Datum             | Ort            |
| --------- | ----------- | ----------------- | -------------- |
| 500 m     | 35,09 s     | 19. November 2005 | Salt Lake City |
| 1000 m    | 1:09,53 min | 19. November 2005 | Salt Lake City |
| 1500 m    | 1:53,64 min | 9. Oktober 2004   | Calgary        |